# Markéta Fridrichová
Markéta Fridrichová (* 22. července 1995, Zlín) je česká topmodelka.

## Život
V roce 2009, kdy jí bylo 14 let, se stala českou vítězkou Elite Model Look, poté reprezentovala Českou republiku na světovém finále, které se konalo 18. října 2009 v čínské San-ja, kde se probojovala do TOP 15.